# Берсанов, Хож-Ахмед Ахмадович
Хож-Ахме́д Ахма́дович Берса́нов (чечен. Берси Ахьамта воI Хожа-Ахьмад; 12 апреля 1926, Шаами-Юрт, Северо-Кавказский край — 22 марта 2018, Шаами-Юрт, Чечня) — чеченский писатель, член Союза писателей Чечни, Заслуженный работник культуры Чечено-Ингушской АССР.

## Биография
Окончил семилетнюю школу в Шаами-Юрте. Поступил на зооветеринарное отделение Серноводского сельхозтехникума, но после первого курса перевёлся в Грозненскую политпросветшколу. После начала советско-финской войны 1939 года школа была закрыта, а старшие слушатели были отправлены на фронт. Берсанов вернулся в родное село и стал секретарём сельсовета. В 1942 году он стал начальником военно-учётного стола.
В 1944 году был депортирован. Годы депортации провёл в Кокчетавской области, где работал участковым зоотехником.
После возвращения на родину работал методистом по культурно-воспитательной работе в Министерстве культуры Чечено-Ингушетии. Вскоре стал начальником методического центра и проработал в этой должности около сорока лет.
В начале 1990-х годов вышел на пенсию и посвятил себя литературной и общественно-политической деятельности.

## Литературная деятельность
В конце 1930-х годов начал заниматься записью и обработкой чеченского фольклора. Однако его первые книги — сборники рассказов «Хромой скворец» и «Приключения Хаджимурада» — были изданы в 1966 году. В общей сложности написал более 20 книг, главным образом детских.

## Награды и звания
- Орден «Знак Почёта»;
- Медаль «За трудовую доблесть»;
- Медаль «За заслуги перед Чеченской Республикой» (2010)[2];
- почётные грамоты Министерств культуры ЧИАССР, РСФСР, СССР, Президиума Верховного Совета ЧИАССР;
- Заслуженный работник культуры Чечено-Ингушской АССР.